# Димчево
Ди́мчево (болг. Димчево) — село в Бургаській області Болгарії. Входить до складу громади Бургас.

## Населення
За даними перепису населення 2011 року у селі проживали 174 особи.
Національний склад населення села:
| Національність   | Кількість осіб | Відсоток |
| ---------------- | -------------- | -------- |
| болгари          | 153            | 94,4%    |
| турки            | 6              | 3,7%     |
| цигани           | 0              | 0%       |
| Всього відповіли | 162            |          |

Розподіл населення за віком у 2011 році:
Динаміка населення: